# Mario (serie de jocuri)

Mario (dreapta) si Luigi (stânga), principalii protagoniști ai seriei de jocuri Mario.

Mario este o franciză media de jocuri video deținută și publicată de către Nintendo și creată de Shigeru Miyamoto in data de 9 iulie, anul 1983. Mario și-a făcut prima apariție în anul 1981, în jocul Donkey Kong de pe arcade, purtând în acea vreme numele de Jumpman. Primul joc ce a inclus numele de Mario în titlu, a fost chiar Mario Bros., din 1983. Fratele lui Mario, Luigi, apare și el, prima dată în Mario Bros. Mario este de asemenea și mascota firmei Nintendo, făcându-și apariția pe toate consolele de jocuri video create vreodată de Nintendo, incluzând Super Mario Galaxy si Super Paper Mario pe Wii. Mario si luigi sunt italieni si americani.
Mai mult de 500 de milioane de copii ale jocurilor Mario au fost vândute, făcând această franciză una dintre cele mai bine vândute din istoria jocurilor video.

## Jocuri video
Vezi: Lista jocurilor video Mario
Seria de jocuri video Mario este cea mai populară franciză de platformă de la Nintendo. Unele personaje de la Mario (Mario, Luigi, Princess Peach, Bowser, Dr. Mario) au apărut și în seria de jocuri Super Smash Bros., alături de alte personaje cunoscute de la Nintendo. Mario a apărut în jocuri video de aproape orice gen, inclusiv de strategie.

## Personajul
Mario este un instalator italian, scund și îndesat, cu păr șaten și mustață neagră, ce locuiește în Mushroom Kingdom (Regatul Ciupercilor). El este îmbrăcat cu un tricou roșu și o salopetă albastră și poartă o pălărie cu inițiala M. Înfățișarea standard a acestui personaj nu este schimbată aproape niciodată. Luigi este mai înalt decât fratele său, cu toate că este mai mic ca vârstă. Singurele diferențe între cei doi, pe lângă înalțime, sunt și culoarea hainelor (Luigi este îmbrăcat în verde) și litera de pe șapcă (L în cazul său). Luigi este descris de asemenea, ca fiind mult mai timid și mai fricos decât Mario. Alte personaje importante ale seriei sunt: Princess Peach, Bowser, Toad, Wario, Donkey Kong și Yoshi. Unor personaje le-au fost create propriile lor serii de succes, exemplând cazurile lui Yoshi și Wario. Pe baza poveștii originale, Nintendo a creat o mulțime de francize spin-off, cum ar fi: Dr. Mario, Mario Party, Mario Kart, Mario Tennis, Mario Golf, Paper Mario, Mario & Luigi, Mario Vs. Donkey Kong etc. Un lucru foarte important este și faptul că Super Mario Bros., de pe NES a intrat în Cartea Recordurilor cu onoarea de cel mai vândut video game din toate timpurile.